# Volonjke
Volonjke (Hexanchiformes), red morskih pasa koji žive na velikim morskim dubinama ili pri samom dnu. Sastoji se od dvije porodice, to su volonje (Hexanchidae) i  Chlamydoselachidae. Karakteristika im je da imaju zmijoliko tijelo, i po 6 ili 7 škržnih otvora
U Jadranu su prisutne dvije vrste, Hexanchus griseus, poznat pod narodnim nazivima Volonja sivac, šestroškrg i glavonja, i Heptranchias perlo, Volonja pepeljak ili sedmoškrg.
Godine 2007. otkrivena je vrsta naborani morski pas, za koju se smatralo da je izumrla, a živjeli su još prije 80 milijuna godina.